# Людина в пошуках справжнього сенсу. Психолог у концтаборі
«Людина в пошуках справжнього сенсу. Психолог у концтаборі» — книга 1946 року австрійського психолога та психіатра Віктора Франкла (1905—1997), яку автор написав на власному досвіді від перебування в нацистському концентраційному таборі під час Другої світової війни. У книжці автор описує свій психотерапевтичний метод, який полягає у тому, щоби встановити для себе конкретну мету існування і почати мислити позитивно, а, після цього, бурхливо та детально уявляти результати досягнення цієї мети.
Ця книжка є однією з найбільш популярних і цитованих книг з психотерапії у світі. Тільки англійською книга побачила близько ста друкованих перевидань, загальний англомовний наклад склав понад три мільйони примірників. Станом 1997 рік, коли помер автор, книжка була перекладена 24-ма мовами, а загальний наклад складав понад 10 мільйонів примірників.

## Історія створення
1942 року Віктор Франкл потрапив до концтабору Терезієнштадт, пізніше — був переведений в Аушвіц (Освенцим), потім — у Дахау. В концтаборі на нього чекали голод, приниження, хвороби, постійна загроза життю. Аналізуючи свою поведінку та поведінку інших в'язнів, Франкл віднайшов стратегії, що утримують людину над прірвою, захищають розум від божевілля та надають сенс життю. Свій жахливий досвід виживання він описав у книжці, яка допомогла мільйонам людей віднайти себе та змінити життя. Віктор Франкл доводить, що тільки-но людина знаходить сенс свого існування, вона отримує сили, щоб здолати будь-які випробування. Ці ідеї були розвинуті й отримали втілення в розробленому автором психотерапевтичному методі логотерапії.
Книга «Психолог у концтаборі» була написана в 1945 році протягом дев'яти днів, невдовзі після звільнення з концтабору.
Перше видання німецькою мовою побачило світ у 1946 році у Відні під назвою «…і все ж сказати життю „Так“. Досвід психолога в концтаборі» (нім. …trotzdem Ja zum Leben sagen: Ein Psychologe erlebt das Konzentrationslager). Спочатку автор хотів видати її анонімно, він хотів лише показати читачу конкретними прикладами, що життя має потенційний сенс за будь-яких обставин, навіть за найбільш жалюгідних. Пізніше на прохання видавців Франкл додав до книжки виклад основних принципів логотерапії. У англійських перекладах книга отримала назву «Людина в пошуках справжнього сенсу» (англ. Man’s Search for Meaning).

## Короткий зміст
З передмови Гордона Олпорта до англійського видання книги:

«У цій книжці доктор Франкл пояснює досвід, який привів його до відкриття логотерапії. <…> У концентраційному таборі всі обставини складаються так, щоб в'язень втратив опору. Усі знайомі життєві цілі відкидаються. Єдине, що залишається, — це „остання людська свобода“ — здатність „обирати власний підхід до існуючих обставин“. Ця остання свобода, визнана давніми стоїками та сучасними екзистенціалістами, набуває важливості в історії Франкла. Ув'язнені були лише пересічними людьми, однак принаймні деякі з них, вирішивши стати „вартими своїх страждань“, довели людську здатність піднятися над накресленою наперед долею».

У першій частині книги описаний досвід життя Віктора Франкла в концентраційному таборі.
У другій частині викладені основи логотерапії, здійснений аналіз понять «екзистенційна фрустрація», «ноогенні неврози», «екзистенційний вакуум», «сенс життя», зокрема — «сенс страждання», на яких будується психотерапевтичний метод логотерапії.